# Spyker C12 Zagato

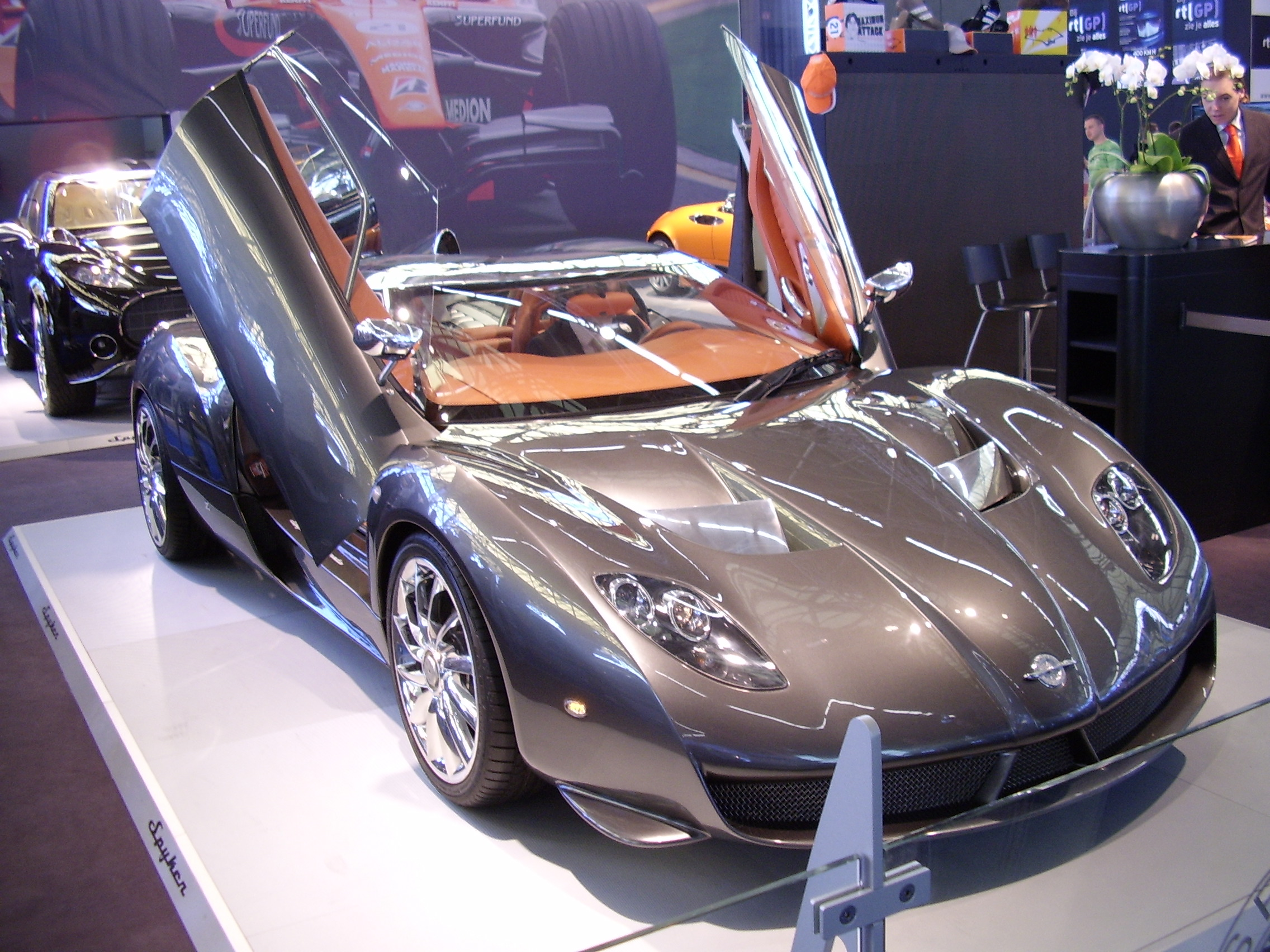

Spyker C12 Zagato — другий серійний автомобіль від голландського виробника автомобілів Spyker. У C12 Zagato - повністю алюмінієвий, задньо-привідний елітний спортивний автомобіль з двигуном по середині.

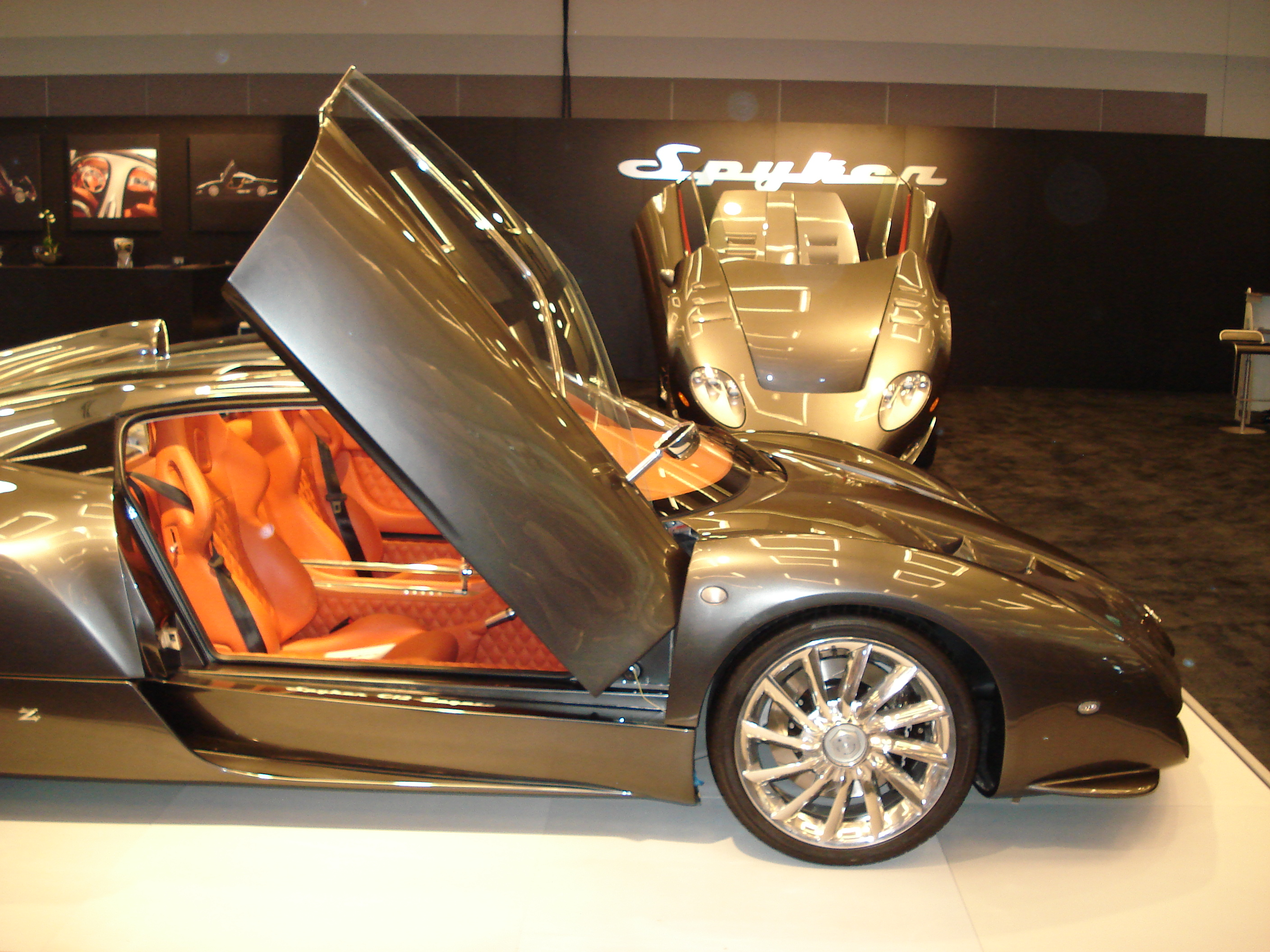

6 березня 2007 року на женевському автосалоні Spyker оголосив випуск C12 Zagato. Міланське дизайн-ательє Zagato допомагало розробці моделі. У C12 Zagato присутні нові елементи дизайну навіяний Формулою-1. Хоча зовнішній дизайн-це свого роду відхід від C8, збережено особливості включають в себе: ножиці двері, стиль інтер'єру, як і взагалі в авіації темі. У C12 Zagato оснащений 6,0 Л W12 двигун отримані з VW Group (той же двигун, рекомендовані до Audi A8 і Volkswagen Phaeton). Для C12 Zagato, Spyker Cars налаштували W12 виробляти 500-л. с. Двигун в парі з п'ятиступінчастою автоматичною коробкою передач з весла. Хоча номенклатура передбачає, в іншому випадку, C12 Zagato не на основі C12 LaTurbie прототипу. В Spyker C12 Zagato за ціною EUR 495,000 (приблизно US$740,000 або £450,000), і Spyker планує випускати тільки в 24 примірниках.

## Продуктивність
У C12 Zagato розвиває 368 кВт (493 л. с.) і 610 Н·м (450 lb·ft) зі спеціально настроєним двигуном W12. З Споряджена маса 1480 кг (3,263 lb), Spyker буде прискорюватися від 0 до 60 миль в годину за 3,8 секунди, а потім на максимальної швидкості 195 миль в годину (313 км/год). Гальмування здійснюється за допомогою сталевих вентильованих дисків і функції anti-lock braking. Автоматична п'ятиступінчаста коробка передач є крутний момент-конвертер замість зчеплення. Spyker сказати, перехід від ручної коробки передач, як показано на Spyker C8 згідно запиту клієнта, і новий Елерон моделі будуть оснащені ZF автоматична коробка передач аналогічна C12 Zagato.